# The Blue Hearts
The Blue Hearts (jap. ザ・ブルーハーツ) waren eine japanische Punkband, die Mitte der 1980er Jahre gegründet wurde und sich Mitte der 1990er Jahre nach internen Auseinandersetzungen wieder trennte.

## Allgemeines
Der Stil der Blue Hearts zeichnet sich durch das Aufzeigen von Problemen der Gesellschaft im Allgemeinen und Missständen der japanischen Gesellschaft im Speziellen. Dabei wird an Spott und Ironie nicht gespart. Trotzdem sind die Texte mehr als nur eine Ansammlung von Witzen. Am Pranger der Band stehen vor allem Oberflächlichkeit (meist im Sinne von Aussehen), Gleichgültigkeit der Gesellschaft, Spießbürgertum, Ausgrenzung „Anderer“, Arroganz der „Oberschicht“ (besonders in Japan). Es ging ihnen nicht nur darum, „draufzuhauen“, sondern auch konkrete Lösungen anzubieten. Daraus bildet sich eine Philosophie, die sich grob mit Spaß, Liebe & Toleranz umschreiben lässt.
Schnelle Punkrock-typische Rhythmen und entsprechend z. T. sehr freche Texte zum Mitsingen zeichnen die Band aus. Deutliche Einflüsse aus klassischem Rock ’n’ Roll und Blues sind zu spüren.

## Mitglieder
Für die meisten Texte, sowie den Gesang war Kōmoto Hiroto (甲本ヒロト) verantwortlich. Er war auch der „Spaßvogel“ und Kopf der Band. Er spielt auch Mundharmonika.
Mashima Masatoshi (真島昌利), oder kurz Mashi, war der Gitarrist und eher ein ernster Typ. Er schrieb ernstere, tiefer gehenden Texte. Einige der Stücke sang er auch selbst.
Kawaguchi Junnosuke (河口純之助) war der Bassist der Band. Nach der Trennung der Band endete seine Musikkarriere.
Kajiwara Tetsuya (梶原徹也), auch Kaji-kun, war der Drummer der Blue Hearts. Nach der Trennung spielte er noch für verschiedene andere Rockbands wie The 3peace (1997–2000) & The Big Hip (seit 2006).

## Bekannte & Besondere Stücke
Linda Linda (リンダ リンダ) ist wohl der bekannteste und beliebteste Song der Blue Hearts. Er stammt aus der Feder von Hiroto und ist das Paradestück der Band. Einfache Melodie und flotter Rhythmus sowie ein kurzer und recht einprägsamer Text machen dieses Stück so unverkennbar. Diesem Lied ist sogar ein Kinofilm von Nobuhiro Yamashita mit dem Namen Linda Linda Linda (リンダ リンダ リンダ) gewidmet. Dabei geht es um eine japanische Highschool Mädchen Band, mit einer koreanischen Austauschschülerin als Sängerin, die dieses und weitere Stücke der Band einstudiert. Des Weiteren wurde das Lied für das Nintendo DS Videospiel Ouendan genommen und wird in einigen High-School Dorama (z. B. Gachi Baka – Episode 3) von Schülern nachgesungen.
Der Song Love Letter (ラブレター) zeigt die romantische Seite der Band sehr eindrucksvoll. Das Lied wurde mehrmals (in Japan und China) gecovert.
Bei TRAIN-TRAIN, geschrieben von Mashi, sieht man klar den Unterschied zwischen Hiroto und Mashi, zwischen dem „Spassvogel“ und dem „Ernsten“. Das Lied war auch der Titelsong zur Fernsehserie „Haisukuuru raku gaki“ (はいすくーる落書) auf TBS.
TOO MUCH PAIN, eines der eingänglichsten Stücke der Blue Hearts. Es ist zunächst sehr traurig, hat aber eine sehr positive Moral: „Weitermachen! Du kannst es schaffen!“
チェインギャング (Chain Gang) ist ebenfalls eines der ernsteren Lieder, dass sich gegen das sprichwörtliche Tragen von Masken und der damit verbundenen ständigen Lügen gegenüber sich selbst und anderen.
少年の詩 (Shonen no uta) ist ein sehr rebellisches Stück. Es geht darum, die Herrschaft der Eltern zu brechen, um einen eigenen Lebensweg zu finden und sich frei entfalten zu können.
Viele Stücke der Blue Hearts finden sich in Karaokesammlungen und werden oft zum Besten gegeben, wenn auch die meisten Stücke auf Grund ihres Tempos schwer zu singen sein können.

## Trennung
Die Trennung geht auf einen Streit bezüglich des Verhaltens von Kawaguchi Junnosuke bei Konzerten zurück. Er war seiner Zeit in einer neureligiösen Gemeinschaft und verteilte Informationsmaterial und Beitrittsformulare darüber bei den Konzerten, was die anderen Bandmitglieder nicht guthießen. Besonders Hiroto war sehr erbost darüber, weil Missionierung nicht der Bandphilosophie entsprach. Hiroto wollte so nicht mehr Teil der Band sein. Mashi hatte die gleiche Einstellung dazu. Den Namen mit anderen Mitgliedern weiterzutragen war für sie auch keine Option. So stand die Auflösung der Band fest, wenn auch die Fans zunächst nichts davon wissen sollten. Bis Hiroto bei einem Radiointerview damit förmlich rausplatzte. Auf die Frage, wie die Zukunftspläne (Singles, Alben, Tour etc.) der Band aussehen antwortete er schreiend: „Es ist aus und vorbei!“, was ein großer Schock für die Fangemeinde war.
Das letzte Album, PAN, hatte auch stilistisch nicht mehr viel mit den Blue Hearts zu tun. Nach der Trennung der Band gründeten Hiroto und Mashi mit 3 weiteren befreundeten Musikern die Band The High-Lows. Diese Band löste sich 2005 auf und Hiroto gründete mit Mashi wenig später eine neue Band, The Cro-Magnons. Kajiwara wechselte zuerst zu der Band 3peace und später noch zu weiteren Bands. Momentan bilden er und Mikio Shirai das Duo The Big Hip.
Zehn Jahre nach der Trennung, im Jahr 2005, trafen sich alle vier Mitglieder der Blue Hearts, zur Freude der immer noch zahlreichen Fans, noch einmal zu einer gegenseitigen Versöhnung. Dennoch werden die Blue Hearts weder neues Material aufnehmen noch zusammen auftreten.

## Diskografie

### Studioalben
| Jahr | Titel            | Höchstplatzierung, Gesamtwochen, AuszeichnungChartsChartplatzierungen (Jahr, Titel, Platzierungen, Wochen, Auszeichnungen, Anmerkungen) | Anmerkungen                              |
| Jahr | Titel            | JP | Anmerkungen                              |
| ---- | ---------------- | --- | ---------------------------------------- |
| 1987 | The Blue Hearts  | JP31 (45 Wo.)JP | Erstveröffentlichung: 21. Mai 1987       |
| 1987 | Young and Pretty | JP10 (48 Wo.)JP | Erstveröffentlichung: 21. November 1987  |
| 1988 | Train-Train      | JP3 (44 Wo.)JP | Erstveröffentlichung: 23. November 1988  |
| 1990 | Bust Waste Hip   | JP1 Platin · (10 Wo.)JP | Erstveröffentlichung: 10. September 1990 |
| 1991 | High Kicks       | JP3 Gold · (9 Wo.)JP | Erstveröffentlichung: 21. Dezember 1991  |
| 1993 | Stick Out        | JP1 Gold · (13 Wo.)JP | Erstveröffentlichung: 10. Februar 1993   |
| 1993 | Dug Out          | JP2 Gold · (9 Wo.)JP | Erstveröffentlichung: 10. Juli 1993      |
| 1995 | Pan              | JP2 (7 Wo.)JP | Erstveröffentlichung: 10. Juli 1995      |

grau schraffiert: keine Chartdaten aus diesem Jahr verfügbar

### Kompilationen
| Jahr | Titel                                                                      | Höchstplatzierung, Gesamtwochen, AuszeichnungChartsChartplatzierungen (Jahr, Titel, Platzierungen, Wochen, Auszeichnungen, Anmerkungen) | Anmerkungen                              |
| Jahr | Titel                                                                      | JP | Anmerkungen                              |
| ---- | -------------------------------------------------------------------------- | --- | ---------------------------------------- |
| 1995 | Meet the Blue Hearts                                                       | JP4 Platin · (12 Wo.)JP | Erstveröffentlichung: 1. Januar 1995     |
| 1995 | East West Side Story                                                       | JP5 (8 Wo.)JP | Erstveröffentlichung: 25. September 1995 |
| 1995 | Super Best                                                                 | JP4 ×2Doppelplatin · (266 Wo.)JP | Erstveröffentlichung: 16. Oktober 1995   |
| 1999 | The Blue Hearts Box                                                        | JP40 (6 Wo.)JP | Erstveröffentlichung: 1. Januar 1999     |
| 1999 | The Blue Hearts Singles 1990–1993                                          | JP48 (14 Wo.)JP | Erstveröffentlichung: 25. November 1999  |
| 2010 | All Time Singles ~Super Premium Best~                                      | JP3 (35 Wo.)JP | Erstveröffentlichung: 24. Februar 2010   |
| 2015 | The Blue Hearts 30th Anniversary All Time Memorials ~Super Selected Songs~ | JP3 Gold · (253 Wo.)JP | Erstveröffentlichung: 4. Februar 2015    |
| 2020 | All Time Memorials II                                                      | JP30 (7 Wo.)JP | Erstveröffentlichung: 21. Oktober 2020   |

### Livealben
| Jahr | Titel                    | Höchstplatzierung, Gesamtwochen, AuszeichnungChartsChartplatzierungen (Jahr, Titel, Platzierungen, Wochen, Auszeichnungen, Anmerkungen) | Anmerkungen                             |
| Jahr | Titel                    | JP | Anmerkungen                             |
| ---- | ------------------------ | --- | --------------------------------------- |
| 1996 | Live All Sold Out        | JP16 (6 Wo.)JP | Erstveröffentlichung: 1. Januar 1996    |
| 1997 | Yaon Live on ’94 6.18/19 | JP48 (2 Wo.)JP | Erstveröffentlichung: 27. November 1997 |

### Singles
| Jahr | Titel Album                                                                   | Höchstplatzierung, Gesamtwochen, AuszeichnungChartsChartplatzierungen (Jahr, Titel, Album, Platzierungen, Wochen, Auszeichnungen, Anmerkungen) | Anmerkungen                             |
| Jahr | Titel Album                                                                   | JP | Anmerkungen                             |
| ---- | ----------------------------------------------------------------------------- | --- | --------------------------------------- |
| 1987 | Hito Ni Yasashiku (人にやさしく) –                                            | JP26 (26 Wo.)JP | Erstveröffentlichung: 25. Februar 1987  |
| 1987 | Linda Linda (リンダリンダ) –                                                  | JP38 (22 Wo.)JP | Erstveröffentlichung: 1. Mai 1987       |
| 1987 | Kiss Shitehoshii (キスしてほしい) –                                           | JP48 (15 Wo.)JP | Erstveröffentlichung: 21. November 1987 |
| 1988 | Chernobyl (チェルノブイリ) –                                                  | — | Erstveröffentlichung: 1. Juli 1988      |
| 1988 | Blue Hearts Theme (ブルーハーツのテーマ) –                                    | JP39 (18 Wo.)JP | Erstveröffentlichung: 1. Juli 1988      |
| 1988 | Train-Train –                                                                 | JP5 (27 Wo.)JP | Erstveröffentlichung: 23. November 1988 |
| 1989 | Love Letter (ラブレター) –                                                    | JP23 (8 Wo.)JP | Erstveröffentlichung: 21. Februar 1989  |
| 1989 | Aozora (青空) –                                                               | JP8 (12 Wo.)JP | Erstveröffentlichung: 21. Juni 1989     |
| 1990 | Jōnetsu no bara (情熱の薔薇) –                                                | JP1 Platin · (17 Wo.)JP | Erstveröffentlichung: 25. Juli 1990     |
| 1991 | Kubitsuridai kara (首つり台から) –                                            | JP13 (6 Wo.)JP | Erstveröffentlichung: 10. April 1991    |
| 1991 | Ano Ko ni Touch (あの娘にタッチ) –                                            | JP24 (4 Wo.)JP | Erstveröffentlichung: 28. November 1991 |
| 1992 | Tabibito (旅人／台風) –                                                       | JP50 (4 Wo.)JP | Erstveröffentlichung: 25. Februar 1993  |
| 1992 | Too Much Pain –                                                               | JP29 (3 Wo.)JP | Erstveröffentlichung: 10. März 1992     |
| 1992 | Yume (夢) –                                                                   | JP14 (15 Wo.)JP | Erstveröffentlichung: 25. Oktober 1992  |
| 1993 | 1000 Violins (1000のバイオリン) –                                             | JP47 (2 Wo.)JP | Erstveröffentlichung: 25. Mai 1993      |
| 1993 | Party (パーティー) –                                                          | — | Erstveröffentlichung: 25. August 1993   |
| 1993 | Yūgure (夕暮れ) –                                                             | — | Erstveröffentlichung: 25. Oktober 1993  |
| 2002 | Human-friendly / Hammer (人にやさしく/ハンマー) –                             | — | Erstveröffentlichung: 6. Februar 2002   |
| 2002 | I Want You to Kiss Me (Two-to-Two) (キスしてほしい(トゥー・トゥー・トゥー)) – | JP48 (3 Wo.)JP | Erstveröffentlichung: 6. Februar 2002   |
| 2002 | Dream (夢) –                                                                  | JP11 Gold · (9 Wo.)JP | Erstveröffentlichung: 6. Februar 2002   |